# Burton Constable
Burton Constable – wieś w Anglii, w hrabstwie East Riding of Yorkshire. Leży 12 km na północny wschód od miasta Hull i 257 km na północ od Londynu. W 2001 miejscowość liczyła 120 mieszkańców.